# Океан (футбольный клуб, Керчь, 2012)
«Океа́н» — крымский футбольный клуб из города Керчи, выступающий в Премьер-лиге Крымского футбольного союза.

## История
Ранее в Керчи существовал футбольный клуб «Портовик», выступавший низших дивизионах СССР, а затем и Украины. Клуб некоторое время играл под названием «Океан», а в 1997 году команда окончательна прекратила выступления на профессиональном уровне. Позднее в Керчи была основана одноимённая футбольная команда, выступающая в любительском чемпионате Крыма и финансировавшаяся за счёт средств Олега Кришталя, но за контроль и управление средств отвечали власти города. Претензии Кришталя к расходованию его финансов привели к тому, что он прекратил спонсирование «Керчи» и с 2008 по 2012 год в чемпионате Крыма Керчь не была представлена собственной командой.
В 2012 году году Олег Кришталь основал клуб «Океан», который был заявлен для участия в чемпионате Крыма, где занял среди 13 команд 10 место. После этого команда прекратила выступления на первенство полуострова и начала играть в чемпионате города Керчь. В 2013 году команда заняла третье место на городском первенстве. В Кубке Керчи «Океан» в 2013 году вылетел на стадии 1/8 финала, а в следующем году стал победителем, обыграв в финале «Портовик» (1:3). После этого «Океан» вернулся в чемпионат Крыма, где вновь занял 10 место.
После аннексии Крыма Россией Кришталь заявил, что финансовых средств для участия во внутрироссийских соревнований у клуба нет и он продолжит выступления на всекрымском уровне. В Крыму была создана Премьер-лига Крымского футбольного союза для профессиональных клубов. Право сыграть в первом сезоне Премьер-лиги получали лучшие команды Всекрымского турнира, где «Океан» в своей группе второе место, уступив лишь симферопольской «ТСК-Таврии». В Кубке Крыма команде удалось дойти до финала, где керчане обыграли «Гвардеец» (3:2). После победы в Кубке руководство «Океана» и клуба «СКЧФ», ставшего победителем Всекрымского турнира приняли решение сыграть в двухматчевой серии за Суперкубок федераций. В итоге в обоих матчах сильней оказались севастопольцы (2:1, 1:0).
В Премьер-лиге КФС «Океан» выступает на протяжении всего его существования. Наивысшее достижение — бронзовые медали сезона 2022. В Кубке КФС керчане доходили до полуфинала в сезоне 2018/19. К 2016 году 80 % игроков команды составили футболисты из «материковой части России». В 2022 году руководство клуба заявило о готовности к участию команды во втором дивизионе ФНЛ.

## Стадион

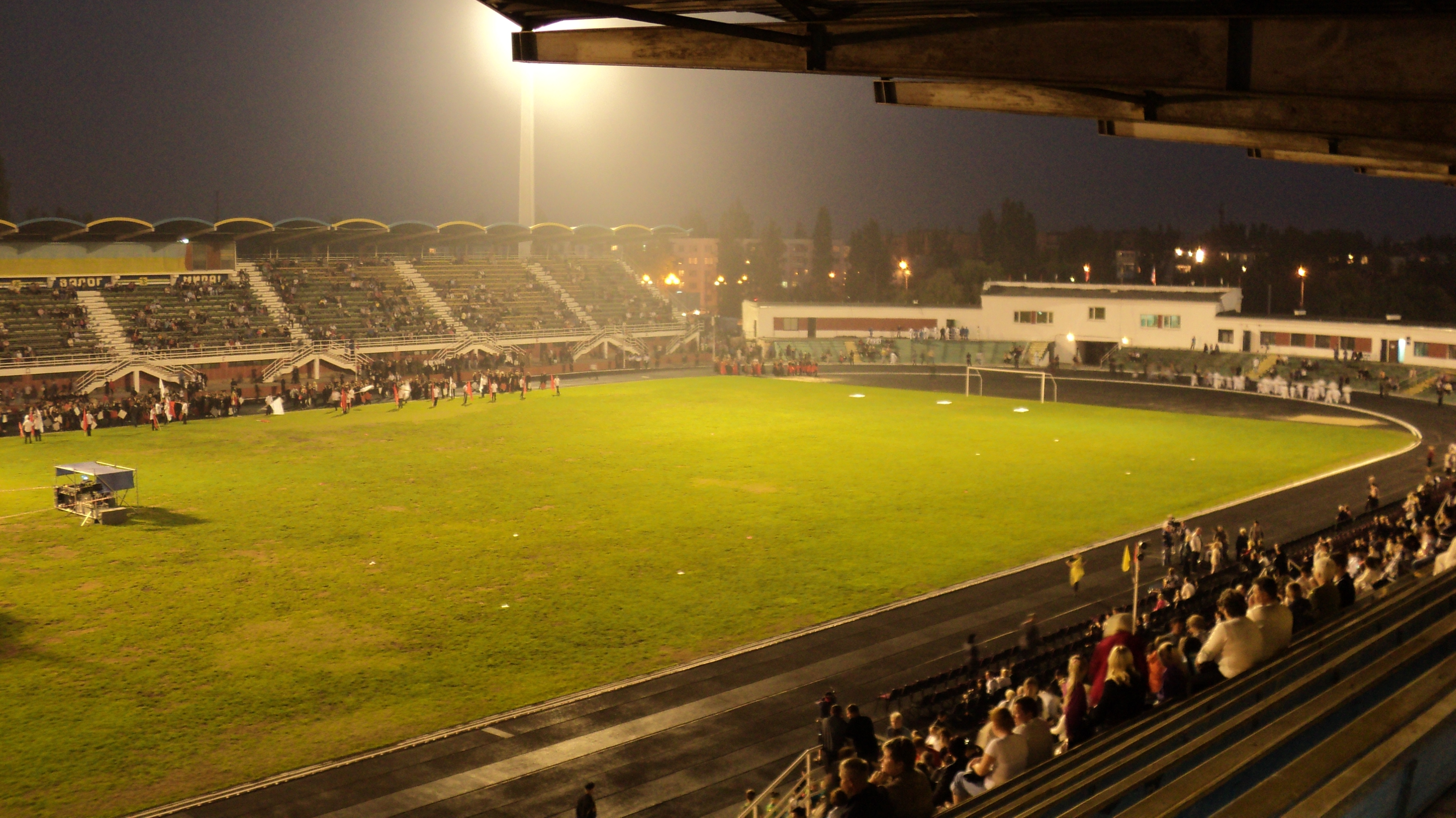
Стадион имени 50-летия Октября в 2012 году

Главная городская арена Керчи — стадион имени 50-летия Октября, построенный в 1967 году. Стадион имеет уникальный беговой манеж длиной 140 метров (длина круга 400 м.), который позволяет проводить легкоатлетические тренировки и в зимнее время. Реконструкция стадиона проходила с 1985 1991 год. На территории стадиона есть огороженная площадка для мини-футбола с резиновым покрытием. Административное здание имеет два тренировочных зала для контактных единоборств с раздевалками. Вместимость стадиона составляет 10 тысяч зрителей.
- Количество футбольных полей: 3 (из них 2 — запасных).
- Размеры главного футбольного поля: 110х78.
- Кол-во трибун: 2 (Западная и Восточная по 8 секторов).
- Тип трибун: крытые (козырек высотой 14 м).
- Территория стадиона: 8 га.
- Освещение: 4 мачты мощностью 360 кВт.

## Главные тренеры
- Сергей Родченков и Игорь Никонов (до ноября 2012)
- Виктор Панков (с ноября 2012)[11]
- Артур Оленин (2014—2016)[12]
- Сергей Есин (2016)[13]
- Олег Лещинский (2017—2018)
- Сергей Есин (2018)[14]
- Спартак Жигулин (2018—2020)[15]
- Сергей Есин (2021—2022)
- Олег Лещинский (2022 — н. в.)

## Статистика
| Сезон   | Дивизион                        | Место в чемпионате | И  | В  | Н | П  | ГЗ  | ГП | О  | Кубок                    | Суперкубок | Прим.         |
| ------- | ------------------------------- | ------------------ | -- | -- | - | -- | --- | -- | -- | ------------------------ | ---------- | ------------- |
| 2012    | Чемпионат Крыма                 | 10 из 13           | 22 | 4  | 4 | 14 | 17  | 64 | 16 |                          |            | [ 16 ]        |
| 2013    | Чемпионат Керчи                 | 3 из 12            | 22 | 16 | 1 | 5  | 103 | 19 | 49 | 1/8 финала               |            | [ 17 ] [ 18 ] |
| 2014    | Чемпионат Крыма                 | 10 из 16           | 14 | 7  | 3 | 4  | 26  | 19 | 24 | Победитель (Кубок Керчи) |            | [ 4 ] [ 19 ]  |
| 2015    | Всекрымский турнир (группа «А») | 2 из 10            | 9  | 6  | 1 | 2  | 21  | 9  | 19 | Победитель               | Финалист   | [ 20 ]        |
| 2015/16 | Премьер-лига КФС                | 5 из 8             | 28 | 9  | 7 | 12 | 31  | 37 | 34 | Групповой этап           |            |               |
| 2016/17 | Премьер-лига КФС                | 4 из 8             | 28 | 14 | 4 | 10 | 46  | 34 | 46 | 1/4 финала               |            |               |
| 2017/18 | Премьер-лига КФС                | 6 из 8             | 28 | 5  | 8 | 15 | 32  | 47 | 23 | 1/4 финала               |            |               |
| 2018/19 | Премьер-лига КФС                | 4 из 8             | 28 | 11 | 4 | 13 | 34  | 48 | 37 | 1/2 финала               |            |               |
| 2019/20 | Премьер-лига КФС                | 6 из 8             | 28 | 7  | 3 | 18 | 34  | 58 | 24 | 1/4 финала               |            |               |
| 2020/21 | Премьер-лига КФС                | 6 из 8             | 28 | 11 | 6 | 11 | 40  | 35 | 39 | 1/4 финала               |            |               |
| 2021/22 | Премьер-лига КФС                | 8 из 8             | 28 | 5  | 6 | 17 | 23  | 60 | 21 | 1/4 финала               |            |               |
| 2022    | Премьер-лига КФС                | 3 из 8             | 14 | 6  | 4 | 4  | 23  | 21 | 22 | 1/4 финала               |            |               |
| 2023    | Премьер-лига КФС                |                    |    |    |   |    |     |    |    |                          |            |               |